# Колин Имбър
Колин Имбър (на английски: Colin Imber) е британски професор, преподавател, историк и османист.

## Биография
Защитава докторска дисертация в Кралския технологически институт в Стокхолм през 1970 г.
Защитник на оригинална социално-икономическа теза за възникването и произхода на османския бейлик и същевременно остър критик на съществуващите идеологически такива до XXI век. Подлага на унищожителна критика редица нови британски изследвания по османистика, включително и най-вече тезата на Пол Витек за „газийската държава“. Според Имбър, съвременната историография най-вече поради разностранните и несинхронизирани извори за първите османци, налага погрешна историческа методология за изяснение на въпросите по възникването и възхода на османците през XIV и XV век. Романтичният австрийско-германски национализъм от XIX и XX век налага и идеологемите за турското робство и турската заплаха, залегнали масово в съвременната историография и османистика. 
Колин Имбър е изследовател и на османското право.